# برگ‌گیلاسی استوانه‌ای
برگ‌گیلاسی استوانه‌ای (نام علمی: Heuchera cylindrica) نام یک گونه از سرده برگ‌گیلاسی است.
یک گلدان با برگهای پایه ، بیضی تا گرد.  اینها اغلب لوب یا دندانه دار هستند.  گلها در یک سنبله بدون برگ قرار دارند که می تواند تا 35 سانتی متر از ارتفاع برسد.  گلها به شکل ناقوس هستند و می توانند به رنگ زرد ، کرم ، سبز یا صورتی کمرنگ باشند.
توزیع و زیستگاه
Heuchera cylindrica بومی مناطق صخره ای در جنگل ها ، حصارهای صخره ای ، دامنه ها و مراتع زیر آلپ در شمال غربی اقیانوس آرام است.  خاک غنی از هوموس را ترجیح می دهد که رطوبت زیادی دریافت می کند اما به خوبی تخلیه می شود.  این می تواند در زیستگاه های آفتابی یا تا حدی سایه دار رشد کند.این گونه گسترده واز لحاظ محلی بسیار رایج است ، بنابراین از نظر زیست محیطی ایمن به حساب می آید.